# Viaduc d'Oued Rekham
Le viaduc d'Oued Rekham est un viaduc de 745 mètres de long, situé sur la commune d'Aïn El Turc dans la wilaya de Bouira en Algérie. Il supporte le trafic routier de l'Autoroute Est-Ouest, qui relie Alger à Constantine. Passant à 146 mètres au-dessus du cours d'eau qu'il traverse, il est considéré comme le plus haut d'Afrique.

## Présentation

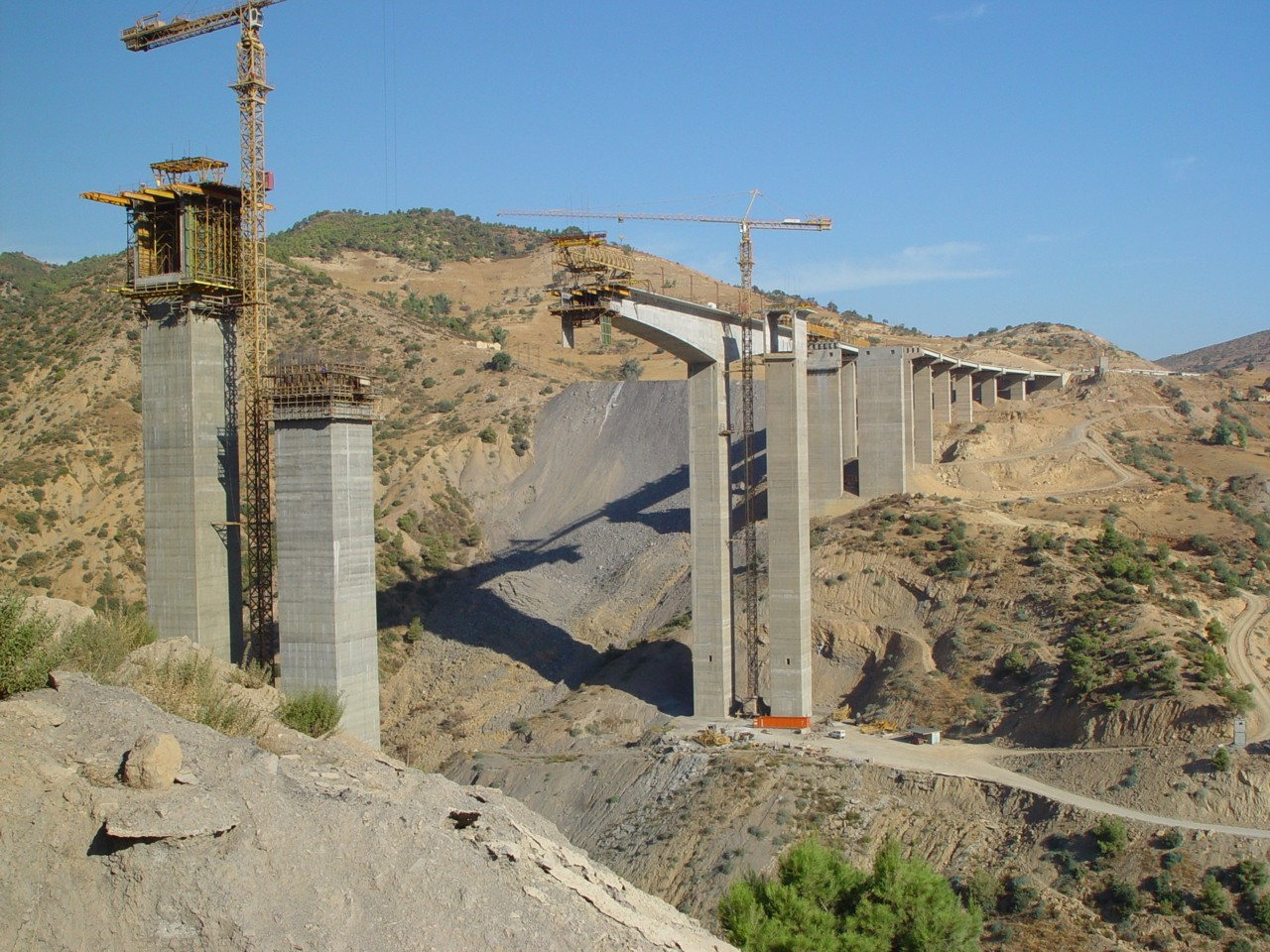
le viaduc durant sa construction

Le viaduc de Oued Rekham a été réalisé dans le cadre d'un ensemble de 25 ouvrages d'art dont 5 viaducs par le groupement mixte algéro-italien GMTP constitué des entreprises Garboli (Italie), Sapta (Algérie) et Engoa (Algérie).
Les travaux ont débuté en 2005, un an avant l'attribution du projet de l'Autoroute Est-Ouest sui le traverse. Il a été inauguré en octobre 2008.
Le viaduc est l’une des œuvres maîtresses du méga-projet autoroutier reliant l’Algérie d’est en ouest et le plus grand viaduc d’Afrique.
Ce méga-projet autoroutier est constitué de plusieurs viaducs et tunnels:

## Géographie

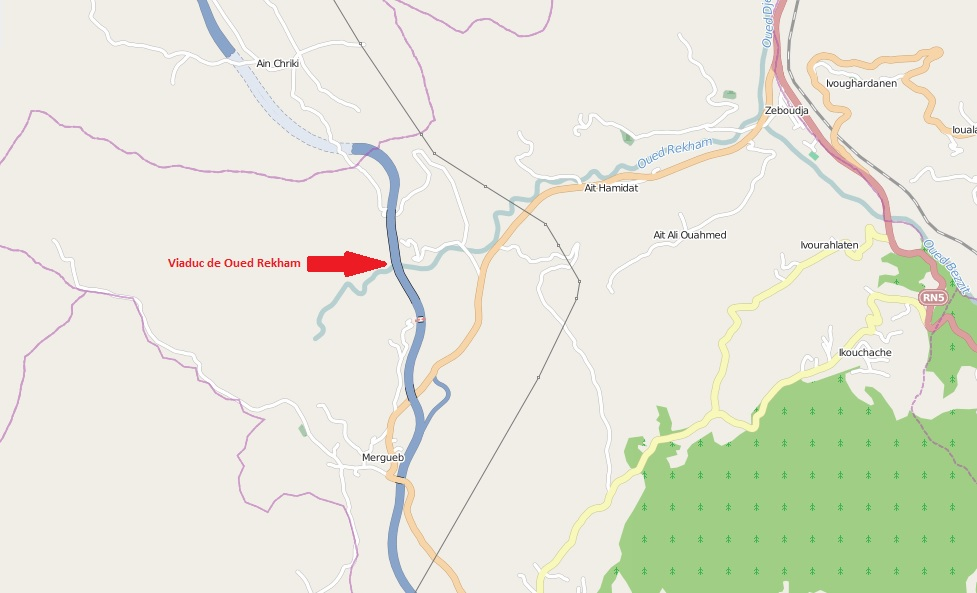
Plan de situation du viaduc

Le viaduc de Oued Rekham est situé à une quinzaine de kilomètres au nord-ouest de Bouira. Cet ouvrage d'art relie les villes de Djebahia et de Bouira. 
Le viaduc qui enjambe la rivière "Oued Rekham" qui lui donne son nom est construit dans la continuité du tunnel de Ain Chriki.
Sa construction a permis de soulager le trafic routier vers l'est du pays qui était supporté par la route nationale 5 qui passe 3 km au nord en parallèle.

## Caractéristiques techniques
Le viaduc a une longueur totale de 745 mètres de long et d'une hauteur de 120 mètres. Il est composé d'une série de 3 viaducs :
- Viaduc d'accès côté Alger de 250 m de longueur
- Viaduc principal de 420 m de longueur
- Viaduc d'accès côté Bouira 75 m de longueur

Le profil en travers de l'ouvrage est composé de deux chaussées séparées (direction Alger et direction Bouira). Chaque chaussée permet le franchissement de 3 voies de circulation, d'une bande d'arrêt d'urgence, et de trottoirs de part et d'autre du tablier. La largeur totale de l'ouvrage est de 2x14 m. 

### Viaduc d'accès côté Alger
Le viaduc d'accès côté Alger est constitué de 7 travées consécutives de 36 m de portée chacune. Le tablier est composé d'une série de 8 poutres en béton précontraint par post tension, de type isostatique reposant sur appuis simples, coiffées transversalement par une dalle 
reliées par des entretoises aux abouts. La longueur totale de ce viaduc d'accès est de l'ordre de 250 m environ. 
Le tablier de ce viaduc repose sur une série des appuis, équipés en têtes par des chevêtres, dont les hauteurs sont comme suit : 
Culée C1 
Pile P1 : 18 m 
Pile P2 : 15 m 
Pile P3 : 25 m 
Pile P4 : 30 m 
Pile P5 : 42 m 
Pile P6 : 44 m 
Pile P7 : 45 m 
Les fondations de la culée C1 et des piles P1, P3, P4 et P5 sont de type semelles superficielles, alors que celles des piles P2, P6 et P7 sont de types semelles sur puits. 

### Viaduc principal
Le viaduc principal est constitué de 3 travées hyperstatiques. Il s'agit d'une travée centrale de 200 m de longueur et de deux travées de rive de 110 m chacune, soit une longueur totale de 420 m. 
Le tablier est de type caisson à hauteur variable, le profil de son intrados étant parabolique. La largeur de la dalle supérieure du caisson est de 14,00 m, ayant une épaisseur constante de 33 cm. La largeur de la dalle inférieure du caisson est de 8,00 m, ayant une épaisseur variable de 120 cm sur appui à 30 cm à clé. La hauteur des âmes du caisson est variable de 12,00 m sur appui à 4,60 m à clé, leur épaisseur étant constante de l'ordre de 70 cm. 
Le mode de construction est par encorbellement successif, culée sur place moyennant un chariot mobile. La longueur des voussoirs varie de 3.00 m au voisinage des appuis à 5,00 m au niveau du clé central. 
Ce viaduc repose sur les appuis suivants (simplement sur les appuis P7 et P10, encastrement sur les piles P8 et P9) : 
Pile P7 : 45 m 
Pile P8 : 88 m 
Pile P9 : 92 m 
Pile P10 : 35 m 
La fondation de la pile P8 est de type semelle perficielle, alors que celle des piles P7 et P10 sont de types semelles sur puits. La fondation de la pile P9 a fait l'objet d'une campagne géotechnique complémentaire qui a abouti à prolonger la profondeur de sa semelle à 25 m au-dessous du terrain naturel au lieu de 5 m prévu initialement. 

### Viaduc d'accès côté Bouira
Le viaduc d'accès côté Alger est constitué de 2 travées consécutives de 36 m de portée chacune. Le tablier est composé d'une série de 8 poutres en béton précontraint par post tension, de type isostatique reposant sur appuis simples, coiffées transversalement par une dalle et reliées par des entretoises aux abouts. La longueur totale de ce viaduc d'accès est de l'ordre de 75 m environ. 
Le tablier de ce viaduc repose sur une série des appuis, équipés en têtes par des chevêtres, dont les hauteurs sont comme suit : 
Pile P10 : 35 m 
Pile P11 : 20 m 
Culée C2 
La fondation de la culée C2 est de type semelle superficielle, alors que celle des piles P10 et P11 sont de types semelles sur puits.

## Voir Aussi